# Cormoret
Cormoret est une commune suisse du canton de Berne, située dans l'arrondissement administratif du Jura bernois.

## Géographie
La commune se situe dans la partie médiane du Vallon de Saint-Imier, à 15 km à vol d’oiseau de Bienne et à 1 km de Courtelary, chef-lieu de l'arrondissement. Deux affluents viennent grossir la Suze à Cormoret : la Doux et la Raissette.
Le point culminant du territoire communal se situe à 1 607 m d’altitude, au sommet de Chasseral. Sur la Montagne du Droit, le point le plus élevé se trouve à 1 268 m.
Le sous-sol de Cormoret est riche en eau. Il alimente une grande partie des Franches-Montagnes, mais aussi les communes de Saint-Imier et de Courtelary.

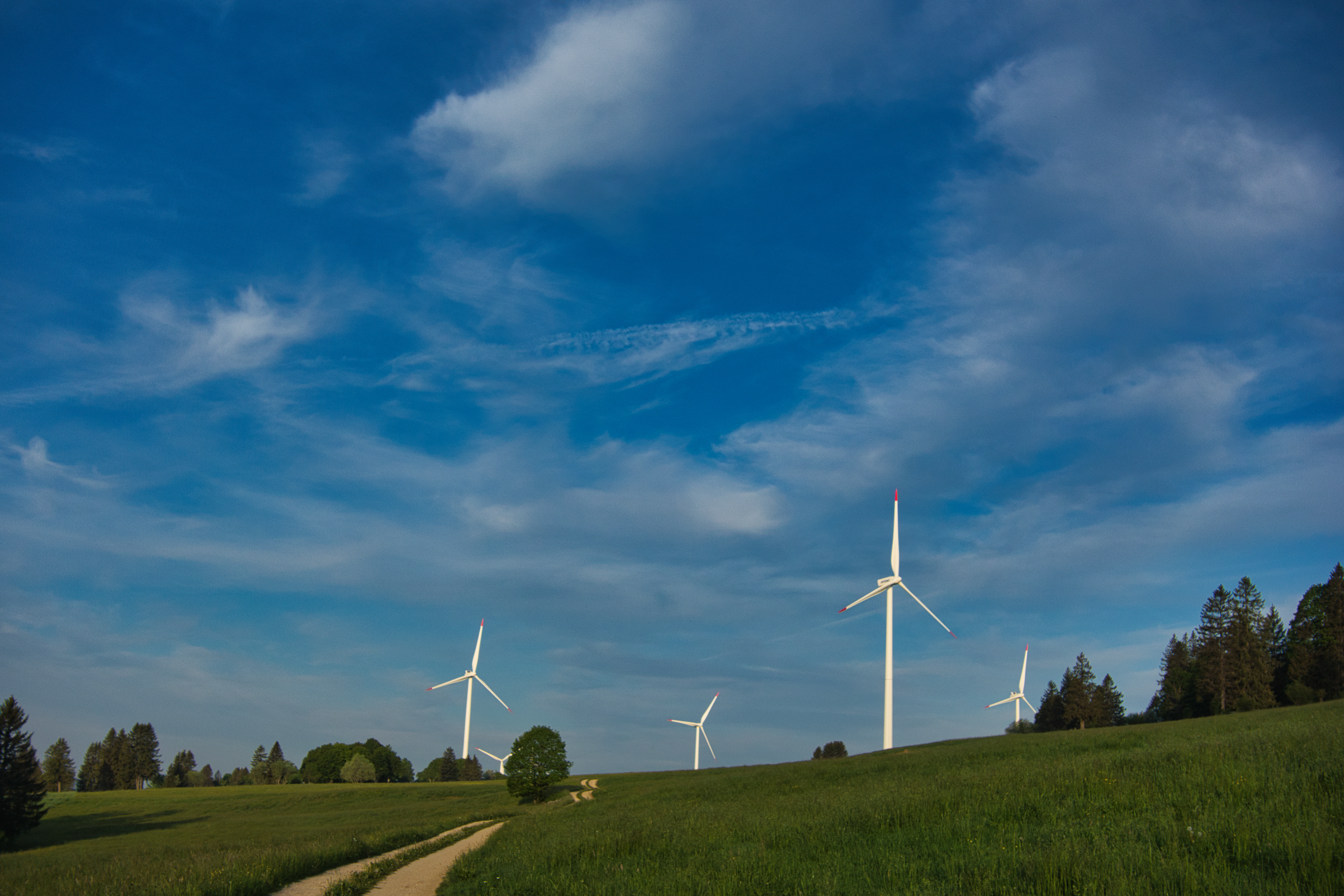
Éoliennes du Mont Crosin situées sur la commune de Cormoret.

## Population et société

### Surnom
Les habitants de la commune sont surnommés les Gagueules, soit les crottins de chèvre en patois du Jura bernois.

### Démographie
La commune de Cormoret comptait 275 âmes en 1800, 478 en 1850, 669 en 1900, 746 en 1910, 663 en 1950, 530 en 2000 et enfin 488 aujourd'hui.

## Histoire

Photo aérienne (1949)

La première mention du village, déjà sous le nom de Cormoret, date de 1178. Le chapitre de Saint-Imier détenait des biens à Cormoret. Le village appartint à l’évêché de Bâle, mais subit l’influence croissante de Bienne. En 1530, les Biennois introduisirent la réforme dans le vallon de Saint-Imier.
En 1795, un incendie a détruit de nombreuses maisons.
De 1797 à 1815, Cormoret a fait partie de la France, au sein du département du Mont-Terrible, puis, à partir de 1800, du département du Haut-Rhin, auquel le département du Mont-Terrible fut rattaché. Par décision du congrès de Vienne, le territoire de l’ancien Évêché de Bâle fut attribué au canton de Berne, en 1815.

## Économie
Jusqu'à la fin du XIXe siècle, Cormoret était un village principalement agricole, avec quelques moulins au bord de la Suze. À partir de 1880 ouvrirent quelques petites fabriques de montres dans la localité. La dernière ferma en 1983.

## Transports
La commune de Cormoret est desservie par la ligne Bienne – La Chaux-de-Fonds depuis le 30 avril 1874, date à laquelle ouvrit une gare à Cormoret sur la ligne reliant Bienne aux Convers.

## Distinction
En 2003, la bourgeoisie de Cormoret reçoit par le Prix Binding pour la forêt. Cette distinction honore la mise en valeur optimale des ressources forestières et agricoles, la sauvegarde d'un paysage caractéristique ainsi que le façonnage d'un espace naturel à vocation d'accueil.

## Personnalités
- Julien Calame, peintre[5]

## Curiosités
Ferme avec toit à quatre pans, à proximité de la Suze, construite en 1597 par le meunier Isaac Liengme. La cuisine d'origine est encore présente. Il y a au centre du village quelques fermes datant du XVIIe au XIXe siècle.

## Liens
- Site internet de la commune de Cormoret